# Mungava marthapuriae
Mungava marthapuriae är en kräftdjursart som beskrevs av Dietmar Keyser 1975. Mungava marthapuriae ingår i släktet Mungava och familjen Candonidae. Inga underarter finns listade i Catalogue of Life.